# Marienkapelle (Riestedt)

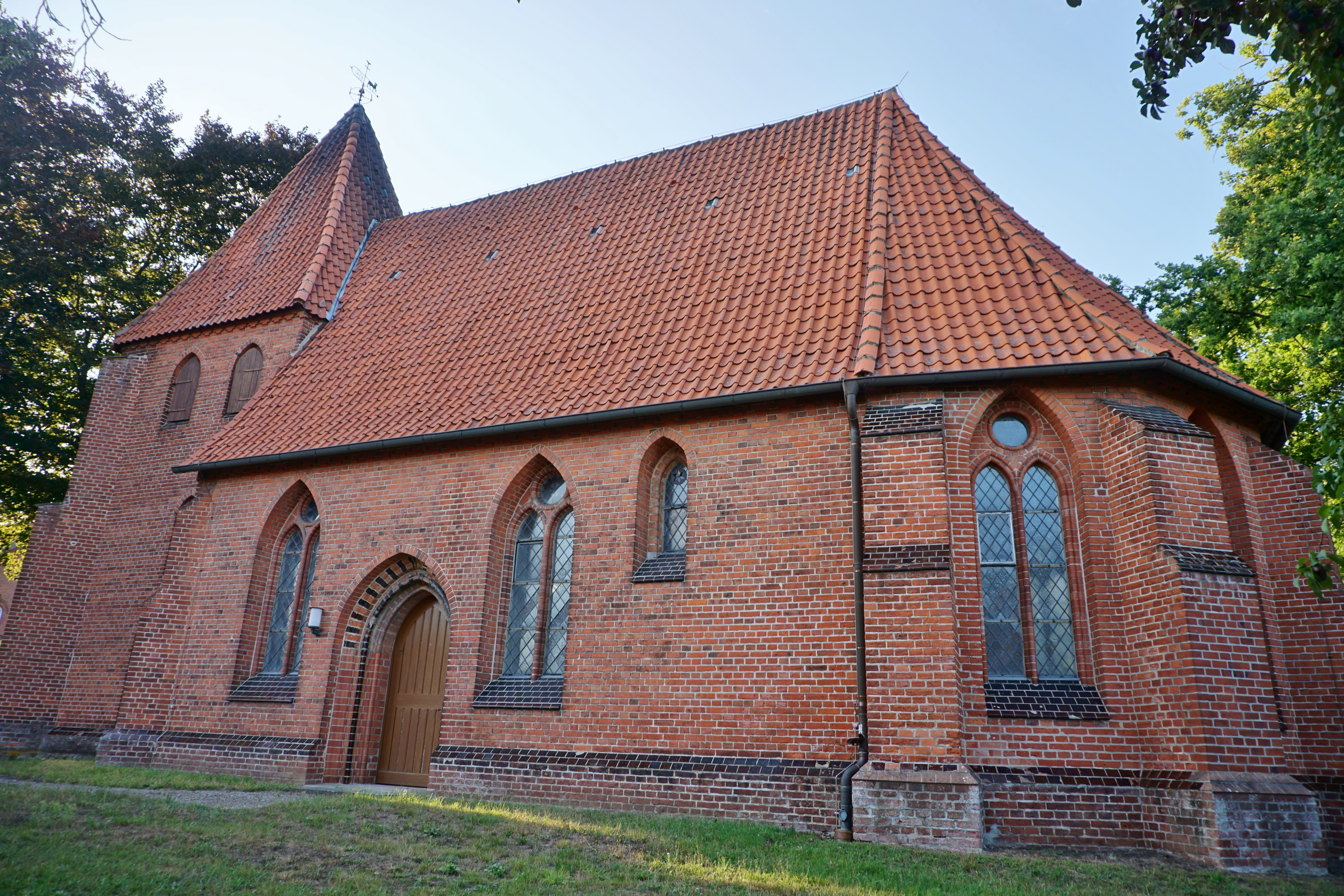
Marienkapelle in Riestedt

Die evangelisch-lutherische  Marienkapelle  im Ortsteil Riestedt der niedersächsischen Kreisstadt Uelzen gehört zur Kirchengemeinde Rätzlingen.

## Geschichte
Die Grundsubstanz der Kapelle stammt aus dem 14. Jahrhundert. Sie war mit einem wertvollen Altaraufsatz ausgestattet, den um das Jahr 1520 Benedikt Dreyer oder mit ihm in Verbindung stehenden Künstlern schufen. Der Aufsatz wurde 1862 in das Welfenmuseum nach Hannover gebracht, woraufhin – mutmaßlich als Gegenleistung – die im selben Jahr durchgeführten Bauarbeiten bezahlt wurden. Dabei wurde die heutige Ziegelummauerung vorgenommen und der Westturm errichtet. Der Altaraufsatz befindet sich heute im Besitz des Niedersächsischen Landesmuseums Hannover. Die Kapellenglocke wurde im Jahr 1651 gegossen.

## Architektur

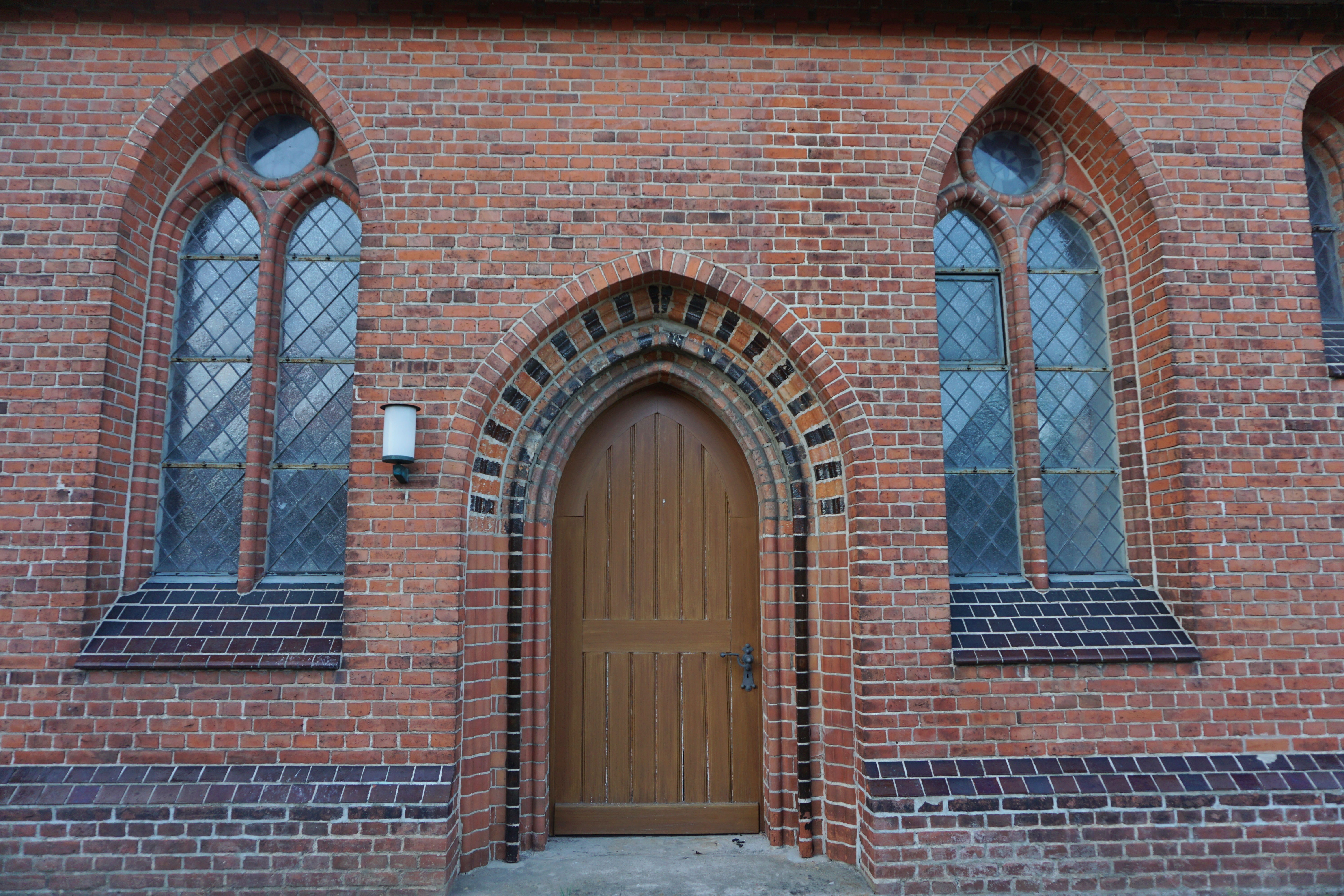
Eingangsportal

Die Marienkapelle ist eine gotische Backsteinkapelle mit kräftigen Strebepfeilern. Der Saalbau besitzt einen gedrungenen massigen Westturm und einen 5/10-Chorschluss. Das Chorgewölbe sitzt auf Frauenkopfkonsolen. Das Eingangsportal befindet sich in der südlichen Längsseite.